# رود اورمی
رود اورمی (انگلیسی: Urmi) یک رود در سرزمین خاباروفسک کشور روسیه است.